# Balaustium murorum
Balaustium murorum är en spindeldjursart som beskrevs av Hermann 1804. Balaustium murorum ingår i släktet Balaustium, och familjen Erythraeidae. Arten är reproducerande i Sverige.

## Bildgalleri

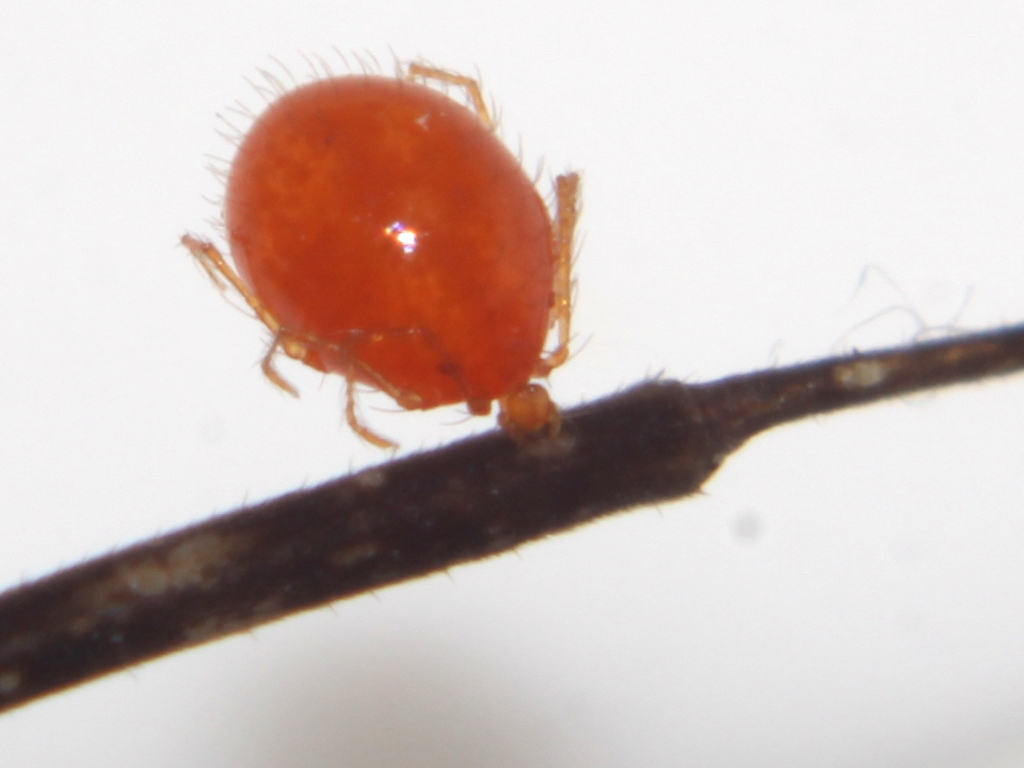